# Remus Mărgineanu
Remus Mărgineanu (n. 22 martie 1938, Cugir, România – d. 17 aprilie 2022, Craiova, România) a fost un actor român de teatru și film.

## Filmografie (selecție)
- Buzduganul cu trei peceți (1977)
- Pentru patrie (1978)
- Vlad Țepeș (1979)
- Falansterul (1979) - Simion
- Vacanță tragică (1979)
- Drumul oaselor (1980)
- Ancheta (1980)
- Întoarcerea din iad (1983)
- Imposibila iubire (1984)
- Lișca (1984)
- Emisia continuă (1984)
- Moara lui Călifar (1984)
- Mitică Popescu (1984)
- Furtună în Pacific (1986)
- Întunecare (1986)
- Flăcări pe comori (1988)
- Undeva în Est (1991)
- Casa din vis (1992)
- Privește înainte cu mînie (1993)
- Capul de zimbru (film TV, 1996)
- Matei Copil Miner (2013)
- Loverboy (2011)
- Fals tratat de mântuire a sufletului (2018)
- Cardinalul (2019)